# Alessandro Gisotti
Alessandro Gisotti (Roma, 24 de junho de 1974) é um jornalista italiano, diretor interino da Sala de Imprensa da Santa Sé de 31 de dezembro de 2018 a 21 de julho de 2019. Em 18 de julho de 2019 foi nomeado pelo Papa Francisco como vice-diretor editorial de a mídia do Vaticano.
É autor de ensaios e publicações. Entre eles: “Deus e Obama. Fé e política na Casa Branca ”,“ 11 de setembro. Uma história que continua”, ambas para a editora Effatà . Está entre os autores do volume As línguas do Papa Francisco (Los lenguajes de Papa Francisco), publicado pela Pontifícia Universidade de Salamanca em 2015, do volume O vocabulário de Francisco, publicado pela Elledici, do qual editou a entrada "Popolo"; e a voz "Homilia" do volume Il Vocabolario di Francesco II, também publicado pela Elledici. Em dezembro de 2016, foi publicado seu volume O Decálogo do Bom Comunicador, publicado pela Elledici com prefácio do Cardeal Luis Antonio Tagle.